# Garibaldi (Uruguai)
Garibaldi és una entitat de població de l'Uruguai ubicada al sud-oest del departament de Salto.
Es troba a 72 metres sobre el nivell del mar. Té una població aproximada de 100 habitants.